# Stausee

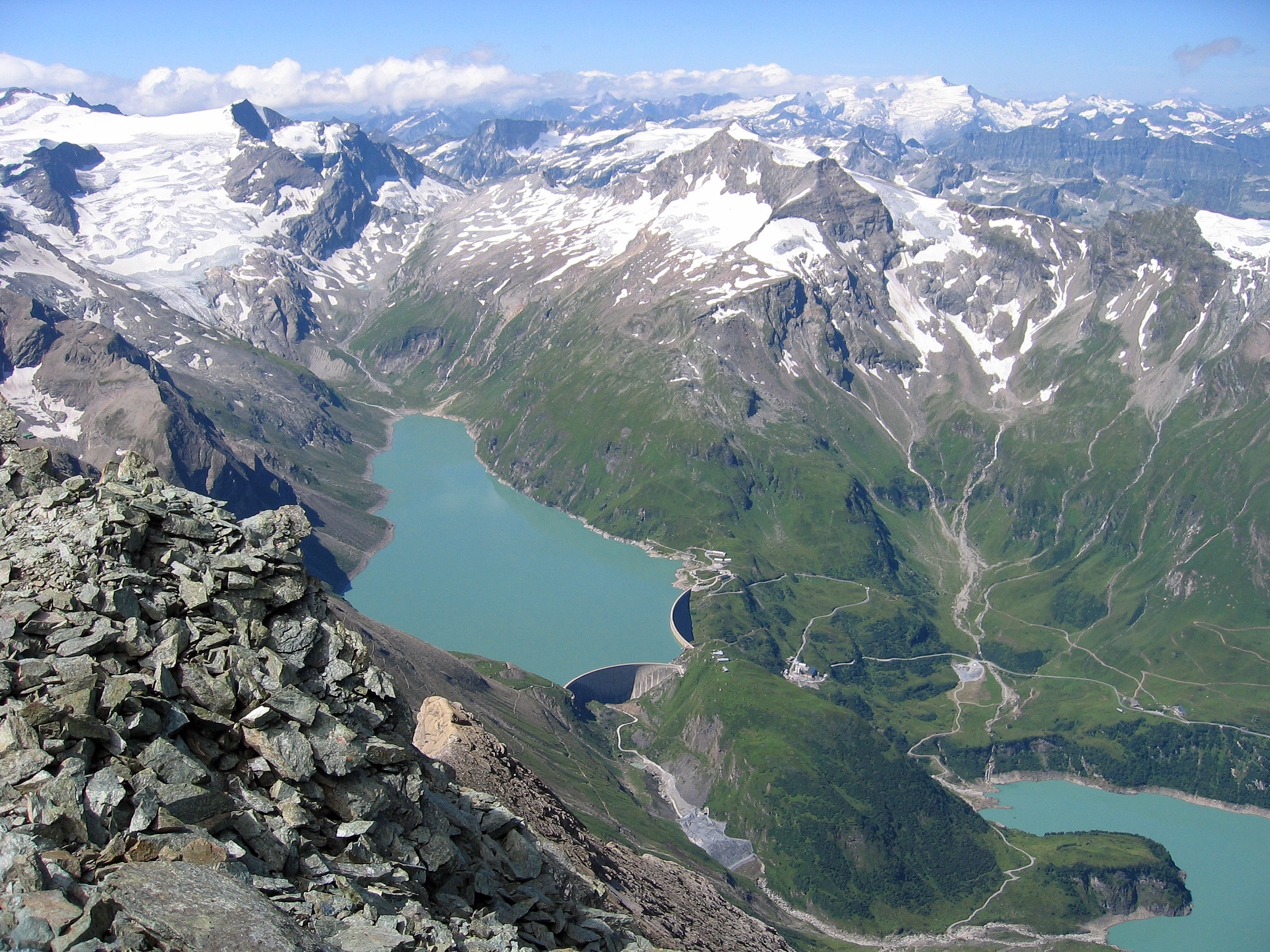
Stausee Mooserboden, Österreich

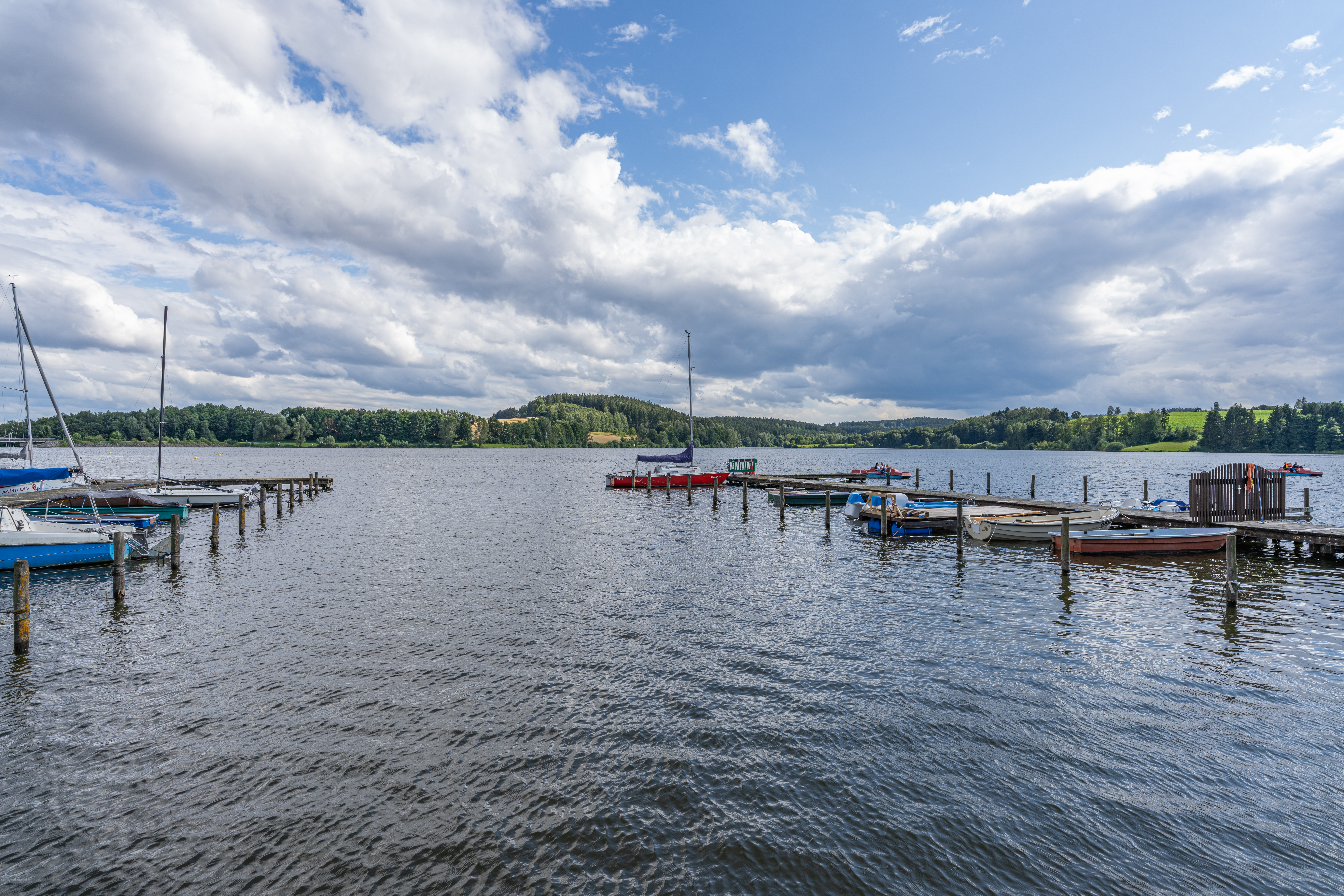
Untreusee, Hof in Bayern

Ein Stausee, vor allem in Österreich auch Speicher genannt, ist ein künstlich angelegter See, der sich in einem Tal vor einem Absperrbauwerk (Staumauer oder Staudamm) durch das Aufstauen des Wassers eines oder mehrerer Flüsse bildet. Ein kleiner Stausee ohne stabile Temperaturschichtung wird auch als Staubecken, Stauteich oder Stauweiher bezeichnet.

## Grundlagen
Stauseen kann man in zwei prinzipielle Gruppen teilen, zum einen in stehende Gewässer, also Seen im engeren Sinne, und sogenannte Laufstaue, also Staubereiche der Flusssperren. Der Übergang ist aber unscharf, da auch die meisten Stauseen von einer Fließgewässerströmung durchzogen sind. Je nach hydrographischen Klassierungssystem und Beschreibungsabsicht gelten manche Grenzfälle als See oder als Laufstau, und damit als Fließgewässerabschnitt.
Ein Stausee ist Teil einer Stauanlage, wobei es sich hierbei in der Regel um eine Talsperre handelt. Bei flacher Fließgewässerstrecke können Stauseen Ausmaße bis zu mehreren hundert Kilometer Länge erreichen. Im Bergland und in Schluchten sind auch große Stauhöhen und damit Seetiefen von bis 300 Meter möglich.

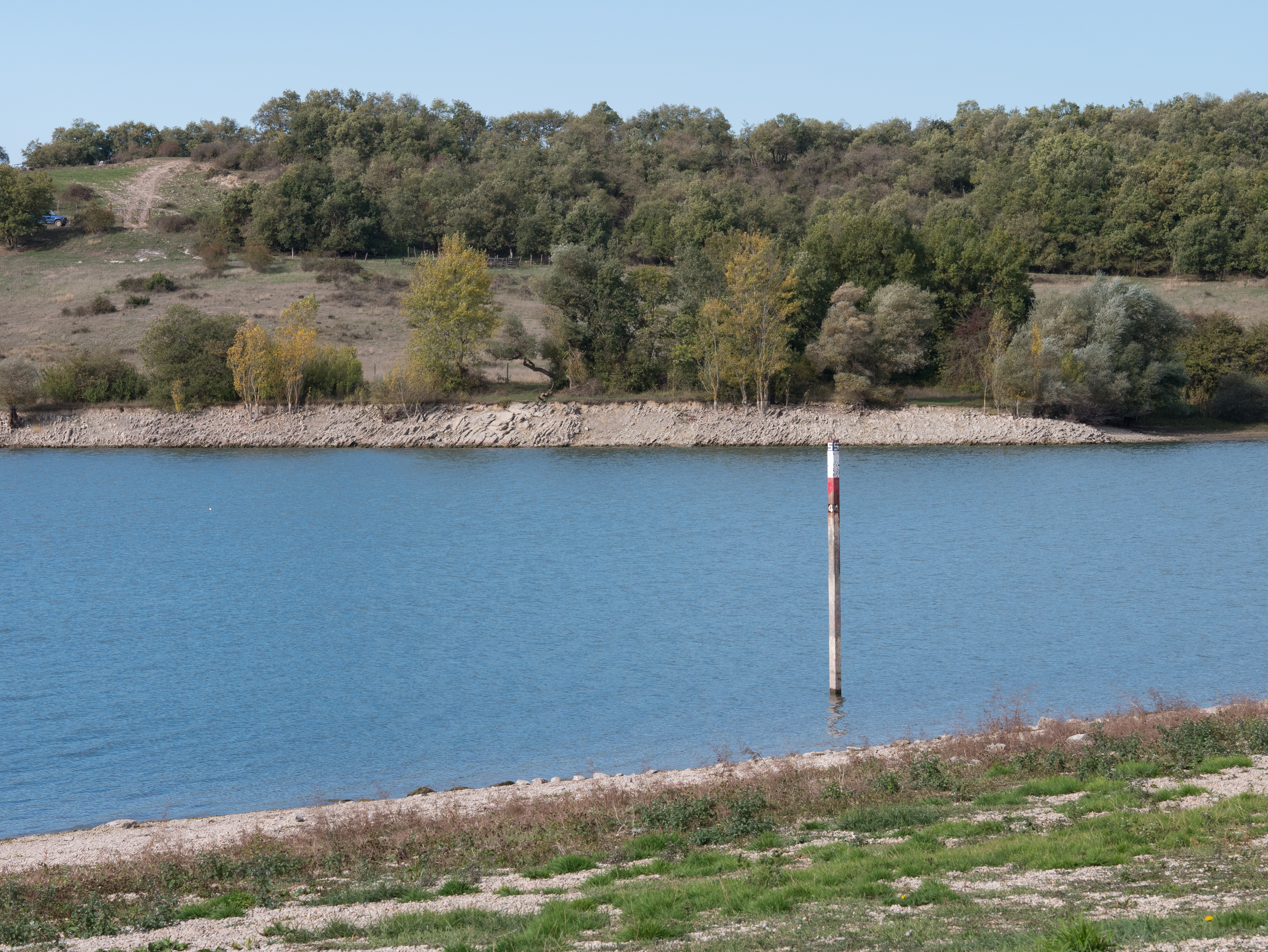
Pegellatte in einem Stausee

Im Gegensatz zu einem natürlichen See kann der Wasserstand in einem Stausee aufgrund der Speicherbewirtschaftung stark schwanken. In bestimmten Fällen kann der Stauraum auch vollkommen entleert werden. Auch natürliche Seen können durch ein Stauwehr in ihrer Speicherkapazität erweitert werden, wie etwa der Viktoriasee – hierbei ist der Übergang zwischen Stausee und Wasserstandsregulierung (für Wassermanagement und Hochwasserschutz) fließend. Die meisten natürlichen Seen, deren Ufer besiedelt sind, werden durch Auslasswehre bei Hoch- und Niederwasser (die je nach Seebecken ebenfalls zu enormen Pegelschwankungen führen können) reguliert, sind also künstlich überstaut. Dabei werden auch die Grenzen zwischen natürlichem und künstlichem Gewässer unscharf.
Stauseen werden als Speicher für Speicherkraftwerke, insbesondere Pumpspeicherkraftwerke mit zusätzlicher künstlicher Rückspeisung, verwendet, als Trinkwasserstausee oder für landwirtschaftliches Nutzwasser (Bewässerungsanlage). Auch in der Fischzucht werden Stauseen als Fischteiche genutzt, genauso wie Mühlenteiche und viele künstliche Badeseen. Eine neuere Nutzung von Staubecken sind die Wasserspeicher, die für die Beschneiungsanlage für Kunstschnee in Skigebieten erstellt werden. Typischerweise liegen diese Speicher nicht im Tal, sondern höher, wie beispielsweise an einer Bergflanke.